# Abraham Usque

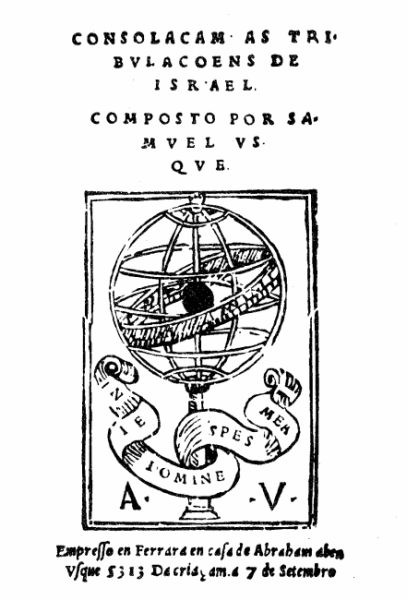
Consolacam as tribulacoens de Israel, 1553

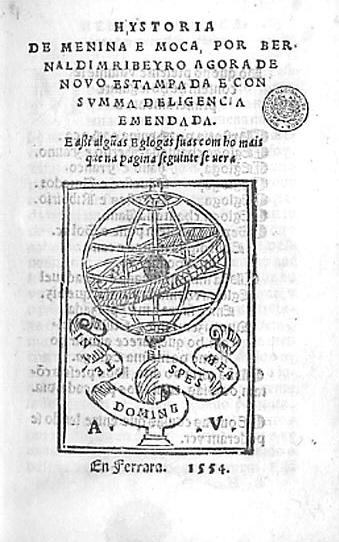
Titelblatt der Hystoria de menina e moça, 1554

Abraham Usque (christlicher Name: Duarte Pinhel) (um 1520 in Lissabon; † nach 1558 in Ferrara) war ein portugiesisch-marranischer Drucker und Verleger in Ferrara (Italien). In seiner Werkstatt wurde 1553 die „Ferrara-Bibel“ gedruckt.

## Leben
Abraham Usque wurde in der ersten Hälfte des 16. Jahrhunderts in Portugal als Duarte Pinhel geboren. Usque floh nach 1543 vor der Inquisition nach Italien und ließ sich in Ferrara nieder. In Ferrara, wo sich unter der liberalen Politik der Familie d’Este eine der größten jüdischen Gemeinden Italiens entwickelt hatte, kehrte er zum Judentum zurück. Hier tat er sich mit dem Drucker Yom-Tov ben Levi Athias (Jeronimo de Vargas) zusammen, einem ehemaligen spanischen Marranen.
Gestützt auf verschiedene frühere Übersetzungen, produziert Usque 1553 eine neue Übersetzung der Hebräische Bibel ins Judäo-Spanisch. Die Ferrara-Bibel trägt den Titel Bibel in spanischer Sprache, Wort für Wort aus dem wahren Hebräisch übersetzt durch die berühmtesten Gelehrten.  Sie ist mit dem Druck-Privileg des Herzogs von Ferrara versehen (Con Privilegio del Señor Ylustrissimo Duque de Ferrara) und ausdrücklich durch die Inquisition genehmigt. Die Ferrara-Bibel wurde zwei Mal aufgelegt. Die „christliche“ Ausgabe war dem Herzog Ercole II. d’Este gewidmet, die „jüdische“ der marranischen Mäzenin Gracia Nasi.
1553 druckte Abraham Usque die Consolacam as tribulacoens de Israel seines Namensvetter Samuel Usque. Im Jahr 1554 erschien die Menina e Moça von Bernardim Ribeiro. Diese beiden Werke gelten heute als Klassiker der portugiesischen Literatur.
Nach 1555 sind nur noch hebräische Drucke von Abraham Usque überliefert. Nach 1558 verloren sich seine Spuren.

## Drucke
- Biblia En lengua Española traduzida palabra por palabra de la verdad Hebraica por muy excelentes letrados, vista y examinada por el oficio de la Inquisición. Ferrara 1553.
- Samuel Usque: Consolacam as tribulacoens de Israel. Composto par Samuel Usque. Ferrara 1553
- Bernardim Ribeiro: Hystoria de Menina y Moca, por Bernaldim Ribeyro, agora de novo estampada e con summa deligencia emendada. Ferrara 1554
- Chasdaj Crescas: Or Adonai. Ferrara, 1555